# Eusimonia walsinghami
Eusimonia walsinghami är en spindeldjursart som först beskrevs av Hirst 1910.  Eusimonia walsinghami ingår i släktet Eusimonia och familjen Karschiidae. Inga underarter finns listade i Catalogue of Life.